# Framtidens vapen
Framtidens vapen (originaltitel Future Weapons) är ett amerikanskt TV-program som första gången sändes i april 2006.
Programledaren Richard Machowicz, en före detta Navy SEAL, visar den senaste militära tekniken. Programmet sänds på Discovery Channel och Military Channel.

## Fotnoter
1. ↑  Coming Soon on Discovery Channel (på engelska), Discovery Channel, läs online, läst: 19 april 2006.[källa från Wikidata]